# Maria Berta de Rohan
Maria Berta Francisca Felícia Joana (em francês: Marie-Berthe Françoise Félicie Jeanne; Teplice, 21 de maio de 1868 — Viena, 19 de janeiro de 1945) foi uma Princesa de Rohan, esposa do pretedente carlista ao trono espanhol e legitimista ao trono francês, o Infante Carlos, Duque de Madrid.

## Família
Berta foi a segunda filha, nona e última criança nascida do príncipe Artur de Rohan e da condessa Gabriela de Waldstein-Wartenberg. Seus avós paternos eram o príncipe Benjamim de Rohan e a princesa Estefânia de Cröy. Seus avós maternos eram o conde Cristiano Vicenc de  Waldstein-Wartenberg e a condessa Maria Francisca de Thun e Hohenstein.
Seus irmãos eram: Carlos Vítor Alan; Alan Benjamim Artur, marido da princesa Joana de Auersperg; José Artur Ernesto, marido da condessa Isabel de Pejacsevich de Veröcze; Vítor Benjamim Ernesto Artur; Benjamim Alan Raul Meriadec; Gabriela; Ernesto Meriadec Camilo Maria Filipe, e Eduardo.

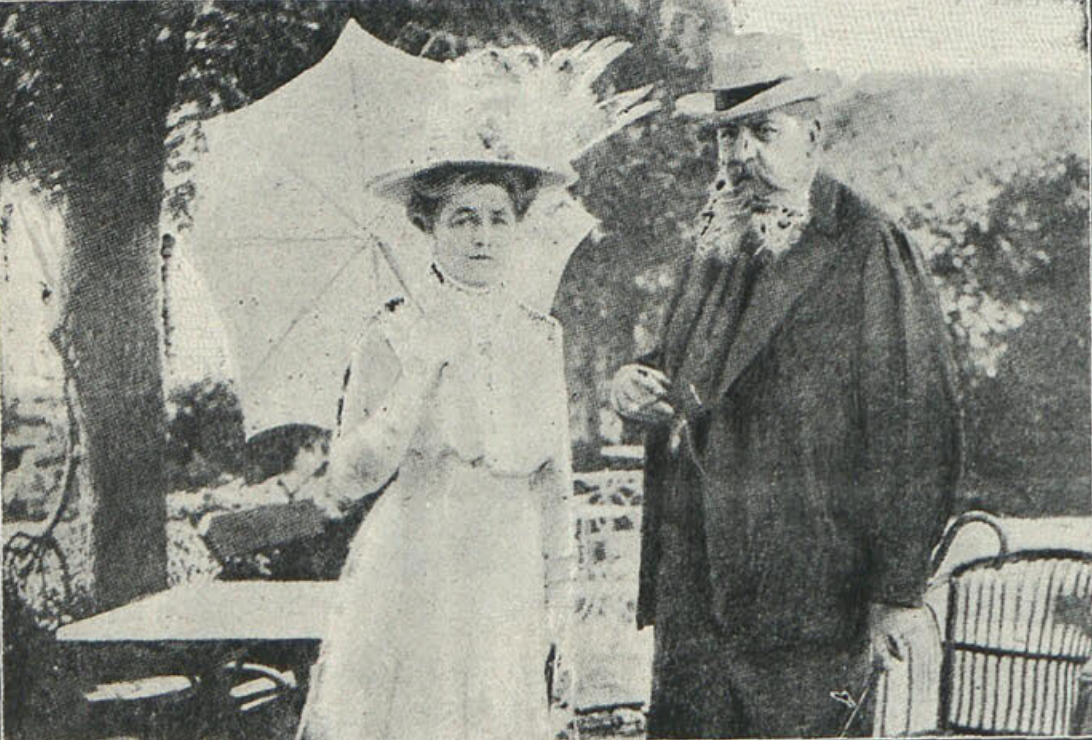
O duque e a duquesa de Madrid em 1909.

## Biografia
Em 28 de abril de 1894, aos 26 anos, Berta casou-se com o duque Carlos, de 46 anos, na cidade de Praga. O duque era filho do infante João, Conde de Montizón e de Maria Beatriz de Áustria-Este.

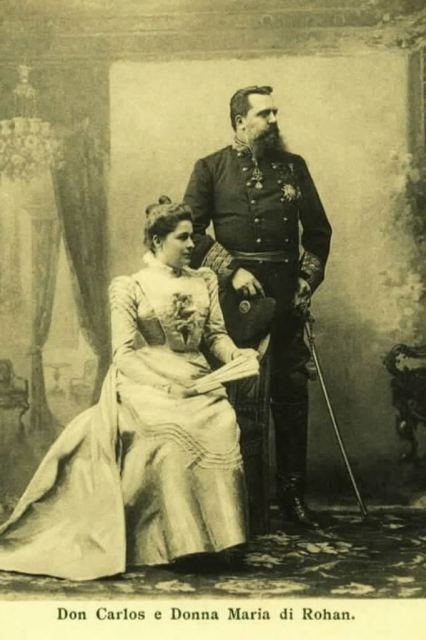
O duque e a duquesa de Madrid em 1894.

A união, porém, não resultou em filhos.
Eles foram casados por 15 anos, até a morte de Carlos, em 18 de julho de 1909, aos 61 anos de idade.
A duquesa permaneceu viúva por quase 36 anos, e faleceu aos 76 anos de idade, em 19 de janeiro de 1945.

## Títulos e estilos
- 21 de maio de 1868 – 28 de abril de 1894: Sua Alteza Real Princesa Berta de Rohan
- 28 de abril de 1894 – 18 de julho de 1909: Sua Alteza Real A Duquesa de Madrid, Princesa de Rohan
- 18 de julho de 1909 – 19 de janeiro de 1945: Sua Alteza Real A Duquesa Viúva de Madrid, Princesa de Rohan